# Guy Ladreit de Lacharrière

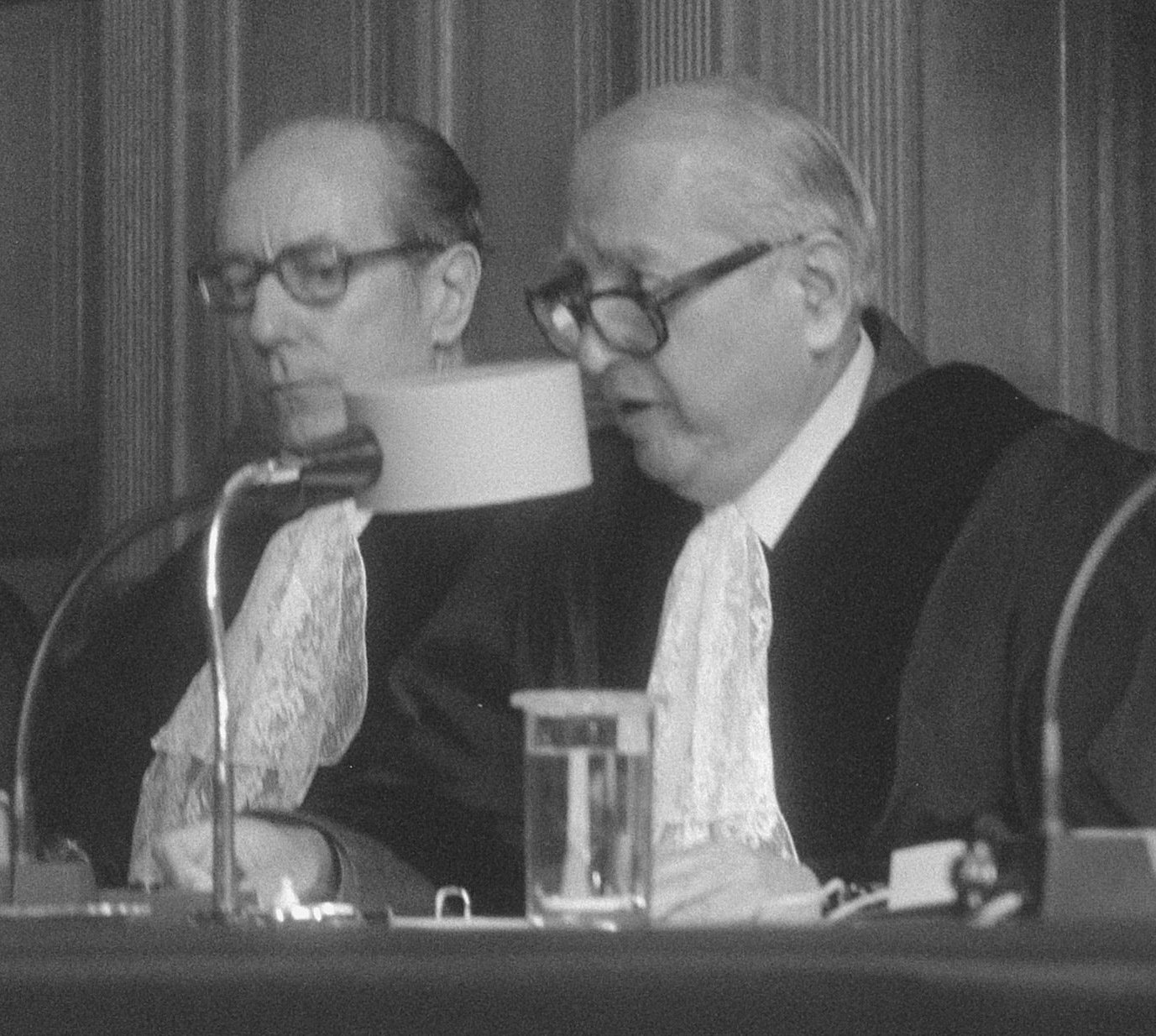
Guy de Lacharrière

Guy Ladreit de Lacharrière (* 27. Juni 1919 in Marseille; † 10. März 1987 in Paris) war ein französischer Jurist und Diplomat. Er wirkte von 1946 bis 1982 im diplomatischen Dienst Frankreichs, unter anderem von 1969 bis 1979 als Direktor der Abteilung für Rechtsangelegenheiten im  französischen Außenministerium. Ab 1982 war er Richter und ab 1985 Vizepräsident des Internationalen Gerichtshofs, an dem er bis zu seinem Tod tätig war.

## Leben
Guy Ladreit de Lacharrière wurde 1919 in Marseille geboren und studierte Rechts- und Politikwissenschaften sowie orientalische Sprachen in Paris. Im Jahr 1946 begann er eine Laufbahn im diplomatischen Dienst seines Heimatlandes. Nachdem er zunächst bei der Organisation der Vereinten Nationen für Erziehung, Wissenschaft und Kultur (UNESCO) tätig gewesen war, bei der er von 1952 bis 1957 als stellvertretender Direktor der Abteilung für Sozialwissenschaften wirkte, nahm er von 1957 bis 1979 verschiedene Positionen im französischen Außenministerium ein. So war er von 1964 bis 1969 Direktor der Abteilung für die Vereinten Nationen und internationale Organisationen sowie von 1969 bis 1979 Direktor der Abteilung für Rechtsangelegenheiten. Von 1979 bis 1982 war er außerordentliches Mitglied des französischen Staatsrates (Conseiller d'État en service extraordinaire).
Von 1954 bis 1981 unterrichtete Guy Ladreit de Lacharrière am Institut für Politikwissenschaften der Sorbonne, an der École nationale d’administration sowie am Institut für internationale Beziehungen und an der juristischen Fakultät der Universität Paris II Panthéon-Assas. Darüber hinaus wirkte er als Dozent an der Haager Akademie für Völkerrecht. Im November 1981 wurde er für eine turnusgemäß neunjährige Amtszeit zum Richter an den Internationalen Gerichtshof (IGH) in Den Haag gewählt und trat das Amt im Februar 1982 an. Ab 1985 war er Vizepräsident des Gerichts. Er starb 1987 in Paris und damit vor Ablauf seiner bis 1988 vorgesehenen Amtsdauer als Vizepräsident.
Für seine Verdienste wurde Guy Ladreit de Lacharrière der Orden eines Offiziers der Ehrenlegion und der eines Kommandeurs des Ordre national du Mérite verliehen.

## Werke (Auswahl)
- Commerce extérieur et sous-développement. Paris 1964
- La nouvelle division internationale du travail. Genf 1969
- La stratégie commerciale du développement. Paris 1973
- Droit de la mer. Paris 1977